# Ángel Arquer
Ángel Arquer Peiró (Alcocer, Guadalajara; 1878 - ¿Guadalajara?; circa 1940) fue un fotógrafo español. Sus años de actividad coinciden con un período de esplendor de la fotografía en Guadalajara, entre 1909 y 1939, en el que se produce una mayor implantación y concurrencia de estudios profesionales y de fotógrafos aficionados, y donde compartió protagonismo y mercado con una generación integrada por Jesusa Blanco, Antonio Lalueta y Francisco Marí, luego incrementada con la aparición de José Reyes, José López y Francisco Goñi.

## Estudios de Arquer en Guadalajara
Aunque alcarreño de nacimiento, podría haber tenido origen catalán, no en vano de allí es originario el apellido y también existen instantáneas de Olot fechadas en 1914 y firmadas por un tal Arquer, que quizás pudieran tener alguna relación con el fotógrafo afincado en Guadalajara.
Se desconoce en que preciso momento se instaló Ángel Arquer en Guadalajara –antes de 1912–, aunque sí que su primer estudio estuvo en la calle de Madrid 11, muy próximo, por tanto, a los cuarteles militares de la Academia de Ingenieros.
Después de la calle Madrid, en 1917, Arquer se trasladó a los números 4 y 6 de la calle Mayor Baja. Aquí abró al público un establecimiento donde, además de realizar su trabajo como retratista, atendió las demandas de los aficionados ofreciendo material de laboratorio de la casa Felsenthal, y revelando y positivando sus carretes.
Dos años más tarde, en 1919, volvió a cambiar de domicilio, a la calle Barrionuevo Baja 54. El nuevo establecimiento abrió sus puertas bajo el sugerente letrero de ‘‘FOTOGRAFÍA MODERNA’’, y donde, según la publicidad, ofrecía a los clientes la posibilidad de llevarse seis copias de su retrato por tan solo 5 pesetas.

## En la imprenta alcarreña
Las primeras fotografías hasta ahora localizadas firmadas por Arquer fueron publicadas en Flores y Abejas en octubre de 1912. En las páginas de aquel semanario, además de una interesante instantánea del interior de la iglesia de la Asunción de Alcocer, se incluyó un retrato de Guarrete, un músico ambulante que aparece con su saxofón en prebenda y una botella de vino amarrada con su brazo izquierdo, y que completaba una serie de personajes populares de Guadalajara iniciada por Lalueta.
Con aquellas inició una estimable colaboración que se extendió a otros proyectos editoriales. Por ejemplo, en la Guía del turista en Guadalajara se reproduce con su firma una fotografía de la galería del patio del palacio de Dávalos en la que posa un individuo con un cuadernillo de notas –quizás Juan Diges, el autor de esa guía–. También en el libro La Monja de las Llagas, vida de sor Patrocinio se publican otras dedicadas a las dependencias del convento del Cármen y al sepulcro de sor Patrocinio. Y en la Guía arqueológica y de turismo de la provincia de Guadalajara incluye dos fotografías más dedicadas a la catedral de Sigüenza.
Por último, mencionar el interesante reportaje dedicado a los frescos de la capilla de Luis de Lucena conservado en la colección Latorre y Vegas del Centro de la Fotografía e Imagen Histórica de Guadalajara.

## Fotógrafo de agrupaciones
La actividad de Ángel Arquer no se limitó al trabajo de estudio y laboratorio o a la confección de reportajes fotográficos para empresas editoriales, sino también a la captación de instantáneas de grupo y corporaciones, allí donde se le requiriese. Como ejemplo, citar dos fotografías de esta temática. Por una parte, aquella dedicada a los funcionarios de la Intervención de Hacienda en la terraza de un restaurante de Guadalajara en el homenaje organizado "...para patentizar su afecto al compañero D. Mariano Lacambra García, con ocasión de su ingreso, por oposición, en la carrera Judicial", según se lee en el cartón de soporte de la imagen. Y, por otra, la de la directiva del Ateneo Instructivo del Obrero en el jardín de su sede de la calle de Enrique Benito Chavarri 5.
Como ocurriría con Francisco Marí, otro pionero de la fotografía en Guadalajara, a partir de la década de los años treinta se borra su huella de la ciudad y deja como único rastro algunas fotografías en los álbumes familiares o impresas en las páginas de algunas publicaciones.